# Cislunar Explorers
Cislunar Explorers es una misión de bajo precio proyectada por la NASA, para desarrollar dos satélites tipo CubeSat, cuyo objetivo es demostrar a la comunidad científica la posibilidad de la propulsión por electrólisis del agua y la navegación óptica interplanetaria para orbitar la Luna. Ambas naves espaciales se lanzarán juntas como dos CubeSats de 3 unidades en forma de L, que se unen como un CubeSat de 6 unidades de aproximadamente 10×20×30 cm.
Estas dos sondas están siendo desarrolladas en la Universidad Cornell en Nueva York, por un equipo de investigadores, estudiantes de posgrado y estudiantes universitarios. En principio se transportará como carga secundaria en el primer vuelo de la misión Exploration Mission 1 a una órbita heliocéntrica, que tiene programado su lanzamiento en 2019.